# Jay Thomas Evans
Jay Thomas Evans (Tulsa, Oklahoma, 21 de enero de 1931-Norman, Oklahoma, 18 de marzo de 2008) fue un deportista estadounidense especialista en lucha libre olímpica donde llegó a ser subcampeón olímpico en Helsinki 1952.

## Carrera deportiva
En los Juegos Olímpicos de 1952 celebrados en Helsinki ganó la medalla de plata en lucha libre olímpica estilo peso ligero, tras el luchador sueco Olle Anderberg (oro) y por delante del iraní Jahanbakht Tofigh (bronce).